# Divergent
Divergent è un romanzo di fantascienza per ragazzi del 2011 di Veronica Roth, primo capitolo dell'omonima trilogia. Pubblicato negli Stati Uniti il 3 maggio 2011, è uscito in Italia per la De Agostini il 22 marzo 2012.
Il romanzo è una distopia per ragazzi ambientata in un futuro non specificato in cui gli esseri umani hanno posto fine alle guerre dividendosi autonomamente in fazioni e svolgendo ognuno il mestiere più consono alle proprie naturali inclinazioni.

## Trama
La storia si svolge a Chicago, in un futuro imprecisato. I primi due libri riferiscono che gli abitanti di Chicago sono gli unici esseri umani rimasti al mondo e che, per proteggersi dalle minacce esterne, hanno costruito una recinzione che corre tutt'intorno alla città, senza però sapere cosa ci sia all'esterno. 
 La popolazione, per mantenere la pace raggiunta dopo la guerra e per non essere lacerata da conflitti interni, si è divisa in cinque fazioni, ognuna delle quali svolge un preciso ruolo nella società:
- I Candidi, che ritengono che la colpa della guerra sia l'ipocrisia, sono sinceri e dicono sempre la verità, per questo si occupano della legge.
- I Pacifici che, reputando la malvagità la maggior causa della guerra, sono gentili e rigettano l'aggressività, motivo per cui sono assistenti sociali, consulenti e coltivatori di terre.
- Gli Eruditi, secondo cui la guerra è conseguenza dell'ignoranza, seguono la via della conoscenza e dedicano la vita alla cultura, lavorando come insegnanti, scienziati o ricercatori.
- Gli Abneganti, che sono convinti che l'egoismo sia il motivo principale della guerra, sono al servizio degli altri per tutta la loro vita e, per questo loro comportamento altruistico, sono l'unica fazione a cui è permesso far parte del Governo della città.
- Gli Intrepidi, che credono che la guerra sia causata dalla codardia, sono coraggiosi e forti, caratteristiche per cui alcuni li ritengono pazzi. Il loro compito è mantenere l'ordine all'interno della città, infatti lavorano come guardie. Si vestono di nero e hanno numerosi piercing e tatuaggi.

Esiste un ulteriore gruppo che vive all'interno della città, ossia gli Esclusi. Essi sono coloro che non sono riusciti a superare l'iniziazione ad una delle cinque fazioni, che si svolge all'età di 16 anni, o che sono usciti dopo aver fatto parte di una fazione. La maggior parte degli Esclusi sono Intrepidi che, dopo aver superato il limite d'età per far parte di quella fazione, hanno due possibilità: diventare Esclusi oppure suicidarsi. Gli Esclusi vivono nei sobborghi della città mendicando nel degrado e nella povertà più totali ed hanno rapporti solo con gli Abneganti, che gli danno il cibo, prodotto dai Pacifici, che avanza dopo essere stato distribuito fra le cinque fazioni.

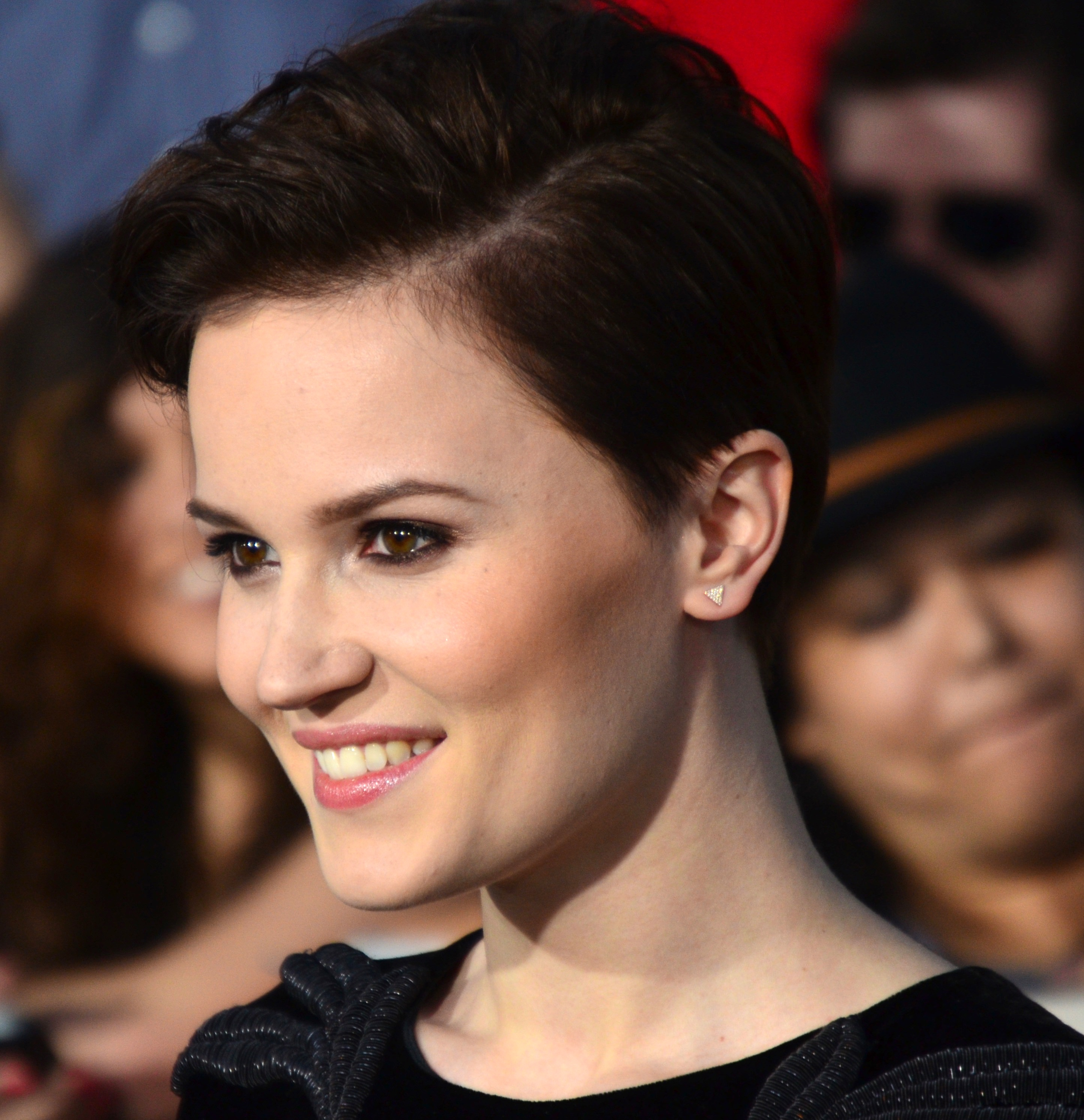
L'autrice, Veronica Roth, nel 2014

Beatrice Prior è una sedicenne che vive con i suoi genitori e suo fratello Caleb. La sua è una comune famiglia della fazione degli Abneganti e, come ogni sedicenne, Beatrice si dovrà sottoporre al Test Attitudinale, che le imporrà di compiere delle scelte. In base a queste ultime, il test analizzerà la sua personalità e le consiglierà la fazione in cui potrà trovarsi meglio. Successivamente, Beatrice dovrà sottoporsi alla "Cerimonia della Scelta", durante la quale dovrà prendere una decisione che la vincolerà per il resto della sua vita: rimanere nella sua fazione d’origine, con la sua famiglia Abnegante, oppure abbandonare tutto e trasferirsi in un'altra fazione, più consona alla sua personalità ma lontano dai suoi affetti. 
 Quando Beatrice si sottopone al Test Attitudinale, esso produce risultati multipli: Beatrice scopre dunque di essere una Divergente, ovvero di avere caratteristiche che la rendono adatta a più di una fazione. Tori, la donna degli Intrepidi incaricata di eseguire il test, le dice di non farne parola con nessuno: essere una Divergente è molto pericoloso, in quanto il Governo dà la caccia ai Divergenti da parecchio tempo. Per proteggerla, dunque, Tori manomette il risultato del test, facendo figurare che esso ha dato come risultato la fazione degli Abneganti. 
 Piena di dubbi e domande, Beatrice giunge al giorno della scelta e, durante la cerimonia, sceglie la fazione degli Intrepidi, mentre suo fratello Caleb, sorprendendo tutti poiché considerato un Abnegante pressoché perfetto, sceglie quella degli Eruditi.
Stanca della vita da Abnegante, Beatrice lascia la famiglia e raggiunge la sede degli Intrepidi, dove dovrà sottoporsi a un duro addestramento. 
 Beatrice, che nel frattempo decide di farsi chiamare 'Tris', in quanto tra gli Intrepidi tutti quanti possono scegliersi un soprannome, si ritrova a dover affrontare un'iniziazione alla nuova fazione incredibilmente dura: per diventare un vero Intrepido bisogna controllare le proprie paure, il che significa anche saltare dai treni in corsa, imparare a sparare, combattere corpo a corpo con altri Intrepidi e partecipare a molte esercitazioni. Parte dell'iniziazione consiste anche nell'eseguire dei test in cui si assumono dei liquidi, detti sieri di simulazione, che provocano delle allucinazioni basate sulle proprie paure. Nonostante tutto, Tris è decisa a non diventare un'Esclusa e quindi si impegna al massimo per superare i moduli dell'iniziazione; il suo essere una Divergente la aiuta. 
 Durante l'iniziazione, Tris conosce nuove persone, tra cui gli amici Will, Christina, Albert (soprannominato Al) ed il suo istruttore, Quattro, inizialmente molto severo, ma di cui poi si innamora e con cui stabilisce una relazione in gran segreto. Beatrice raccoglie però anche l'astio e le invidie di altri Intrepidi. Sarà proprio Quattro ad accorgersi che Tris è una Divergente, visto che lo è anche lui, e ad insegnarle come affrontare le simulazioni evitando così di compiere scelte che la smaschererebbero come Divergente. È proprio durante un allenamento nel suo scenario della paura che Quattro rivelerà a Tris di essere Tobias Eaton, ex Abnegante figlio di Marcus Eaton (capofazione degli Abneganti), scappato dalla sua fazione per la terribile violenza domestica subita dal padre.
Finita la cerimonia che sancisce Beatrice come una vera e propria Intrepida, i capi-fazione iniettano a tutti uno strano liquido, dicendo che si tratta di un semplice chip che servirà a rintracciarli in caso di smarrimento. Quella stessa notte, però, Tris viene svegliata da alcuni rumori: intorno a lei sono divenuti tutti degli automi e si stanno preparando a combattere. Tris capisce quindi che il liquido precedentemente iniettatole è in realtà un sistema di controllo a distanza inventato dagli Eruditi che, servendosi degli Intrepidi, vogliono distruggere la fazione degli Abneganti per prendere in mano il Governo della città. Ovviamente, su di lei il liquido non fa effetto perché è una Divergente.
Mentre si ritrova insieme a Quattro, anche lui immune al siero, Tris prova a fermare la rivolta, ma viene colpita ad una spalla e catturata. A Quattro, invece, viene fatta un'ulteriore iniezione e poi viene spedito nel centro di controllo a supervisionare che tutto vada per il meglio. Tris, essendo ferita, deve essere eliminata e quindi Eric, il capofazione degli Intrepidi rivale di Quattro, la fa rinchiudere in una vasca che continua a riempirsi d’acqua, condannandola a morire affogata. Mentre è sul punto di morire, sua madre appare dal nulla e spara sul vetro della vasca salvandola, rivelandole poi che anche lei era stata un'Intrepida, prima di cambiare fazione. Le due scappano quindi insieme verso il nascondiglio dove ci sono ad aspettarle il resto della famiglia Prior ed altri Abneganti che sono riusciti a fuggire, tra cui Marcus, il padre di Quattro. Poco prima di mettersi al sicuro, però, Tris e sua madre vengono raggiunte da alcuni soldati e, a quel punto, sua madre si sacrifica per permettere a Tris di scappare. Poi Tris, per salvarsi, è costretta ad uccidere il suo amico Will (di cui Christina è innamorata), anche lui sotto l'effetto del siero degli Eruditi.
Giunta al nascondiglio, Beatrice escogita un piano: lei, suo padre, Caleb e Marcus raggiungeranno il centro di controllo per distruggere i computer con cui viene controllato l'esercito di Intrepidi, mentre gli altri Abneganti superstiti si rifugeranno nella fazione dei Pacifici.
Il piano funziona: Tris riesce a "risvegliare" Quattro dalla simulazione e, insieme a lui, ruba l'hard disk contenente il piano di controllo, liberando gli Intrepidi, che finalmente tornano ad essere loro stessi. 
 Infine, lasciandosi alle spalle il cadavere di suo padre, rimasto ucciso da una guardia, Tris sale sul treno con Quattro, Caleb, Marcus e Peter, un Intrepido che durante l'iniziazione aveva tentato di ucciderla. Il gruppo di fuggiaschi si dirige speranzoso dalla fazione dei Pacifici.

## Personaggi
Beatrice "Tris" Prior: è la voce narrante. Ha 16 anni, è nata nella fazione degli Abneganti ma poi diventa un'Intrepida. È di statura minuta, ha i capelli biondi e gli occhi azzurri. È magra, ma diventa muscolosa durante l'addestramento di iniziazione alla fazione degli Intrepidi. È come tutti gli adolescenti sedicenni, caratterialmente complessa. Ha tatuati i simboli degli Intrepidi e degli Abneganti e tre corvi sulla clavicola sinistra, uno per ogni membro della sua famiglia. Viene spesso chiamata in tono dispregiativo "Rigida", come riferimento alla sua fazione di origine.
Tobias "Quattro" Eaton: è l'istruttore di Tris e successivamente il suo fidanzato. Ha 18 anni ed anche lui era nato in una famiglia di Abneganti, per poi trasferirsi negli Intrepidi per sfuggire al padre violento. Viene chiamato Quattro perché ha solo quattro paure.
È alto muscoloso, con i capelli corti e castani e gli occhi di colore blu molto scuro. Ha numerosi tatuaggi, soprattutto sulla schiena, tra cui i simboli delle cinque fazioni.
Caleb Prior: è il fratello maggiore di Tris, è più grande di lei di poco meno di un anno. Benché durante tutta la sua vita si sia comportato da perfetto Abnegante, riprendendo anche sua sorella quando veniva meno alle regole, durante la Cerimonia della Scelta sceglie di trasferirsi negli Eruditi. Scopre e rivela a Tris lo scopo del liquido che i capo-fazione iniettano agli Intrepidi. Ha gli occhi verdi e i capelli scuri.
Andrew e Natalie Prior: sono i genitori di Tris e Caleb. Svolgono lavori governativi e di volontariato. Alla fine dei libri si scopre che Natalie è anche lei una Divergente, proveniente da una famiglia di Intrepidi. Quando il suo test era risultato inconcludente, sua madre, che era una capofazione, le aveva suggerito di unirsi agli Abneganti in modo da non essere notata. Moriranno entrambi – prima la madre poi il padre– per proteggere Beatrice, anche se in modi diversi.
Nel terzo libro viene rivelato di più sul passato di Natalie: nata all'esterno della città si era infiltrata nella fazione degli Intrepidi, ma poi, innamoratasi di Andrew Prior, lo aveva seguito all'interno degli Abneganti.
Christina: è la migliore amica di Tris. Inizialmente era una Candida, ma anche lei sceglie gli Intrepidi. È fisicamente forte e carina, alta e snella con la carnagione, gli occhi e i capelli scuri. Talvolta mostra l'arroganza tipica della sua fazione di provenienza. Si fidanza con Will.
Will: è il migliore amico di Tris ed in seguito il fidanzato di Christina. Ha i capelli biondi e gli occhi color del sedano. Inizialmente era un Erudito. Verrà ucciso da Tris a colpi di pistola quando lui, sotto l'effetto del siero, cercherà di ucciderla.
Al: amico di Beatrice durante l'iniziazione. Inizialmente fa parte della fazione dei Candidi, ma entra negli Intrepidi perché ammira il loro coraggio. Inizialmente innamorato di Tris, tenta di ucciderla perché, mentre lei saliva nella classifica lui si ritrova tra gli ultimi. Tris non lo perdona e in seguito egli si suicida, buttandosi nello strapiombo.
Eric: è uno dei capofazione degli Intrepidi. È una persona cattiva e gelosa ed un istruttore severo e spesso ingiusto. È un alleato di Jeanine nella rivolta.
Max: è un capofazione degli Intrepidi. È più vecchio di Quattro ed Eric, ha la pelle scura, le rughe sul viso e i capelli grigi. Anche lui è un alleato di Jeanine.
Marcus Eaton: è il rappresentante degli Abneganti e il padre di Tobias. È violento e subdolo, e costituisce una delle quattro paure di Tobias.
Tori Wu: è un'Intrepida e supervisiona il test attitudinale di Tris e, precedentemente, anche di Tobias. È lei che la protegge non rivelando che è una Divergente e contraffacendo il suo risultato. Apparteneva agli Eruditi prima di cambiare fazione ed entrare negli Intrepidi. Suo fratello George era un Divergente e per questo era stato ucciso (poi in Allegiant si scopre che non era morto).
Jeanine Matthews: è la rappresentante degli Eruditi e colei che crea il chip per il controllo mentale che poi viene iniettato a tutti gli Intrepidi. È attraente, porta gli occhiali (anche se Tris sostiene che sia solo per vanità e non per reale necessità) ed ha gli occhi grigi. È fredda e spietata e vuole rubare il controllo agli Abneganti, che secondo lei sono avidi e impediscono la crescita di ricchezza e prosperità delle fazioni.
Peter: è la "nemesi" di Tris. Ha i capelli lucidi e neri e gli occhi verdi, è più alto di Tris di trenta centimetri. Christina parlando di lui con Tris dice: «Peter è la cattiveria fatta persona. Quando eravamo piccoli, attaccava briga con i bambini delle altre fazioni e poi, quando interveniva un adulto a separarli, si metteva a piangere e inventava storie per dare la colpa agli altri. Naturalmente gli credevano, perché noi eravamo Candidi e non potevamo mentire.» È sempre in compagnia dei suoi "tirapiedi" Drew e Molly. Ha ferito Edward all'occhio con un coltello da burro durante la notte. È anche lui un alleato di Jeanine durante la ribellione. Quando Tris gli spara al braccio per fargli rivelare dove si trovano i computer usati per controllare l'esercito di automi le chiede di portarlo con sé.

## Il test attitudinale
Ogni anno, i sedicenni vengono sottoposti al test attitudinale, concepito per aiutarli a scegliere quale sia la fazione più consona per loro. I candidati non possono prepararsi in alcun modo al test. Esso viene svolto a scuola, in dieci salette adibite, due per ogni fazione. Le salette hanno le pareti ricoperte da specchi e al centro hanno un lettino reclinabile con al fianco un macchinario. Il sottoposto viene fatto sdraiare sul lettino e gli vengono attaccati degli elettrodi che poi vengono collegati alla macchina controllata dal supervisore del test. In seguito, al ragazzo viene fatto bere un liquido che fa partire una simulazione mentale, nella quale il sottoposto deve affrontare tre prove, la prima delle quali è identica per ogni candidato, mentre le successive cambiano a seconda delle scelte effettuate nella prova precedente, in modo da confermare la predisposizione per determinate fazioni ed escluderne altre. Durante la prima prova il candidato si trova a dover scegliere tra un pezzo di formaggio ed un coltello per affrontare un cane feroce. Nella seconda, il candidato si trova a dover difendere una bambina dal cane. Nella terza, un uomo sfigurato chiede al candidato di rivelare il nome di un feroce assassino, che ovviamente il candidato conosce, pur essendo indotto dalla simulazione a ritenere che rispondere sinceramente sarebbe una cattiva idea.
Se, all'inizio della prima prova, il candidato sente repulsione per il coltello e quindi sceglie il formaggio, egli sarà probabilmente un Pacifico, mentre se sceglie il coltello e con questo uccide il cane, dimostrerà predisposizione per gli Intrepidi. Quando il cane attacca la bambina, se il candidato si getta sul cane per proteggerla, tale reazione è da considerarsi affine agli Abneganti e agli Intrepidi. Durante la terza prova, infine, un Candido dirà immediatamente la verità all'uomo, un Abnegante la dirà solo quando l'uomo confesserà che la verità potrà "salvarlo", mentre un potenziale membro di qualunque altra fazione insisterà nel mentire.
Tris, invece, all'inizio della prima prova si rifiuta di scegliere tra il coltello e il formaggio, comportamento incompatibile sia con i Pacifici che con gli Intrepidi, scegliendo invece di tranquillizzare il cane usando l'astuzia, reazione compatibile con gli Eruditi. Durante la seconda prova difende la bambina dal cane, dimostrando affinità sia per gli Intrepidi che per gli Abneganti. Infine, durante la terza prova, si rifiuta di dire la verità all'uomo, reazione incompatibile sia con i Candidi che con gli Abneganti. Essendo stati scartati con certezza solo i Candidi e i Pacifici, Tris risulta essere una Divergente, una delle rare persone per cui il test attitudinale è risultato inconcludente e che quindi potrebbe essere adatta a più di una fazione; a queste persone, il Governo dà duramente la caccia, in quanto li ritiene soggetti potenzialmente instabili e pericolosi per la sicurezza della società.

## I Divergenti
Durante tutto il primo libro il lettore, insieme alla protagonista, non capisce appieno cosa significa essere un Divergente. Si sa solo che è la condizione di quegli individui che non hanno una sola inclinazione naturale e per questo sono più forti mentalmente, al punto di riuscire a controllare le simulazioni usate durante gli addestramenti, durante le quali sono gli unici ad essere coscienti che ciò che stanno vivendo non è reale. Jeanine, il capo-fazione degli Eruditi, alla fine del libro rivela a Tris che stranamente la maggior parte dei Divergenti conosciuti provengono (o provenivano) dalla fazione degli Abneganti.
Cosa sono realmente i Divergenti e perché nascono è un punto chiave dell'ultimo libro della trilogia, Allegiant.

## La cerimonia della scelta
La cerimonia della scelta si tiene in una grande stanza del Centro, l'edificio più alto della città: lì tutti i sedicenni, dopo il test, sono chiamati a scegliere in quale fazione inserirsi per il resto della loro vita, quindi se rimanere nella propria fazione di origine oppure cambiarla. La stanza è divisa in cerchi concentrici, in quello esterno si sistemano i sedicenni, che non sono ancora considerati a tutti gli effetti membri della società e che quindi lo diventeranno solo al momento della scelta. In quello successivo ci sono i familiari, divisi per fazione. L'incarico di presiedere la cerimonia ruota di fazione in fazione ogni anno (al momento della scelta di Tris, l'onore spetta agli Abneganti e Marcus, in quanto rappresentante della fazione, tiene il discorso e legge in ordine alfabetico i nomi dei chiamati alla scelta). Nel cerchio più interno ci sono cinque coppe di metallo, ognuna contenente l'elemento simbolico di ogni fazione: pietre grigie per gli Abneganti, acqua per gli Eruditi, terra per i Pacifici, carboni ardenti per gli Intrepidi, vetro per i Candidi. Quando il rappresentante di fazione chiama un nome, il ragazzo o la ragazza deve raggiungere il cerchio, tagliarsi il palmo della mano con un coltello apposito e lasciar cadere una goccia del proprio sangue nella coppa della fazione a cui vuole appartenere. Dopo la scelta, i sedicenni diventano degli Iniziati, quindi devono abbandonare la propria famiglia e seguire i capo-fazione scelti, che nel centro adibito seguiranno il loro addestramento, fino a diventare (in caso di riuscita) membri della società a tutti gli effetti. Chi non supera l'iniziazione diventa un Escluso e deve perciò abbandonare ogni fazione e finire inevitabilmente a vivere in povertà.

## Seguiti
Il 1º maggio del 2012 è uscito in America Insurgent, il secondo capitolo della saga, che in Italia è uscito il 30 maggio 2013. In America il 22 ottobre 2013 è uscito il terzo e ultimo capitolo, Allegiant, disponibile in Italia dal 18 marzo 2014.
La Roth ha inoltre scritto la scena del lancio di coltelli di Divergent dal punto di vista di Tobias in un racconto intitolato Free Four. In America, nel 2014, arriva la raccolta Four: A Divergent Collection, che racchiude 4 racconti dal punto di vista di Tobias. In Italia arriva nel gennaio 2015, arricchita anche da 3 ulteriori mini-racconti, sempre dal punto di vista di Tobias, ma che erano già stati raccontati nella trilogia dal punto di vista di Tris.

## Adattamento cinematografico
I diritti sono stati acquistati dalla Summit Entertainment che ha terminato le riprese nell'aprile 2013, sotto la regia di Neil Burger. Gli attori protagonisti sono Shailene Woodley (Beatrice "Tris" Prior), Theo James (Quattro/Tobias), Kate Winslet (Jeanine), Tony Goldwyn (Andrew Prior), Ashley Judd (Nathalie Prior). Il film, intitolato Divergent, è uscito nelle sale statunitensi il 21 marzo 2014 e in quelle italiane il 3 aprile 2014.